# 2016–2017-es osztrák labdarúgó-bajnokság (első osztály)
A 2016–2017-es tipp-3 Bundesliga (szponzorált nevén T-Mobile Bundesliga)  volt az osztrák labdarúgó-bajnokság legmagasabb osztályának 106. alkalommal megrendezett bajnoki éve. A pontvadászat 10 csapat részvételével, 2016. július 23-án indult és 2017 májusában ért véget. A címvédő a Red Bull Salzburg csapata, volt amely ebben a szezonban is elhódította a bajnoki címet.

## A bajnokság rendszere
A pontvadászat 10 csapat részvételével zajlott, a csapatok a őszi-tavaszi lebonyolításban oda-visszavágós, körmérkőzéses rendszerben mérkőztek meg egymással. Minden csapat minden csapattal négy alkalommal játszik, kétszer pályaválasztóként, kétszer pedig idegenben.
A pontvadászat végső sorrendjét a 36 bajnoki forduló mérkőzéseinek eredményei határozzák meg a szerzett összpontszám alapján kialakított rangsor szerint. A mérkőzések győztes csapatai 3 pontot, döntetlen esetén mindkét csapat 1-1 pontot kap. Vereség esetén nem jár pont.

## Változások a 2015–2016-os szezont követően
Búcsúzott az élvonaltól
- Grödig 10. helyezettként

Feljutott az élvonalba
- St. Pölten, a másodosztály győzteseként

## Részt vevő csapatok
| Csapat                | Székhely         | Stadion              | 2015–16     |
| --------------------- | ---------------- | -------------------- | ----------- |
| Admira Wacker Mödling | Mödling          | BSFZ-Arena           | 4.          |
| Austria Wien          | Bécs             | Franz Horr Stadion   | 3.          |
| Sankt Pölten          | St. Pölten       | NV Arena             | 1. (II. o.) |
| Mattersburg           | Nagymarton       | Pappelstadion        | 9.          |
| Rapid Wien            | Bécs             | Ernst Happel Stadion | 2.          |
| Red Bull Salzburg     | Wals-Siezenheim  | Red Bull Arena       | 1.          |
| Rheindorf Altach      | Altach           | Cashpoint Arena      | 8.          |
| SV Ried               | Ried im Innkreis | Keine Sorgen Arena   | 7.          |
| Sturm Graz            | Graz             | Graz-Liebenau        | 5.          |
| Wolfsberger           | Wolfsberg        | Lavanttal-Arena      | 6.          |

## A bajnokság végeredménye
| #  | Csapat                | M  | Gy | D  | V  | RG | KG | GK  | P  |
| -- | --------------------- | -- | -- | -- | -- | -- | -- | --- | -- |
| 1  | Red Bull Salzburg     | 36 | 25 | 6  | 5  | 74 | 24 | +50 | 81 |
| 2  | FK Austria Wien       | 36 | 20 | 3  | 13 | 72 | 50 | +22 | 63 |
| 3  | SK Sturm Graz         | 36 | 19 | 3  | 14 | 55 | 39 | +16 | 60 |
| 4  | Rheindorf Altach      | 36 | 15 | 8  | 13 | 46 | 49 | -3  | 53 |
| 5  | SK Rapid Wien         | 36 | 12 | 10 | 14 | 52 | 42 | +10 | 46 |
| 6  | Admira Wacker Mödling | 36 | 13 | 7  | 16 | 36 | 55 | -19 | 46 |
| 7  | Mattersburg           | 36 | 12 | 7  | 17 | 39 | 54 | -15 | 43 |
| 8  | Wolfsberger           | 36 | 11 | 9  | 16 | 40 | 59 | -19 | 42 |
| 9  | St. Pölten            | 36 | 9  | 10 | 17 | 41 | 60 | -19 | 37 |
| 10 | SV Ried               | 36 | 10 | 5  | 21 | 33 | 56 | -23 | 35 |

|  | Bundesliga bajnoka, 2017–18-as UEFA-bajnokok ligája – 2. selejtezőkör |
|  | 2017–18-as Európa-liga – 3. selejtezőkör                              |
|  | 2017–18-as Európa-liga – 2. selejtezőkör                              |
|  | 2017–18-as Európa-liga – 1. selejtezőkör                              |
|  | Kiesett a másodosztályba (Erste Liga)                                 |

## A góllövő lista élmezőnye
2017. május 29-én frissítve.
| Helyezés | Játékos               | Klub           | Gólok száma |
| -------- | --------------------- | -------------- | ----------- |
| 1        | Olarenwaju Kayode     | Austria        | 17          |
| 2        | Deni Alar             | Sturm          | 16          |
| 3        | Hwang Hee-chan        | Salzburg       | 12          |
| 4        | Takumi Minamino       | Salzburg       | 11          |
| 4        | Alexander Grünwald    | Austria        | 11          |
| 6        | Dimitri Oberlin       | Altach         | 10          |
| 6        | Christoph Monschein   | Admira         | 10          |
| 6        | Nikola Dovedan        | Altach         | 10          |
| 9        | Jonathan Soriano      | Salzburg       | 8           |
| 9        | Patrick Bürger        | SV Mattersburg | 8           |
| 9        | Ismael Tajouri        | Austria        | 8           |
| 9        | Joelinton             | Rapid Wien     | 8           |
| 9        | Christoph Knasmüllner | Admira         | 8           |
| 9        | Raphael Holzhauser    | Austria        | 8           |
| 15       | Giorgi Kvilitaia      | Rapid Wien     | 7           |
| 15       | Moumi Ngamaleu        | Altach         | 7           |
| 15       | Lucas Venuto          | Austria        | 7           |
| 15       | Philipp Prosenik      | WAC            | 7           |
| 15       | Valon Berisha         | Salzburg       | 7           |